# Adolfo Bassi
Adolfo Bassi (Napoli, 1775 – Trieste, 1855) è stato un compositore e tenore italiano. Fratello di Nicola Bassi e di Carolina Bassi (Carolina Bassi-Manna), era inoltre un impresario del Teatro Nuovo di Trieste.

## Lavori

### Opere
- Il Riccardo o Il finto cieco e sordo (1809, Teatro Nuovo, Trieste)
- L'ingiusta critica alle donne (1809, Teatro Nuovo, Trieste)
- La covacenere (1817, Teatro Nuovo, Trieste)
- I tre gobbi (1820, Teatro Grande, Trieste)